# Scabrotettix
Scabrotettix is een geslacht van rechtvleugeligen uit de familie doornsprinkhanen (Tetrigidae). De wetenschappelijke naam van dit geslacht is voor het eerst geldig gepubliceerd in 1907 door Joseph Lane Hancock. De dieren komen voor in het Neotropisch gebied.

## Soorten
Het geslacht Scabrotettix omvat de volgende soorten:
- Scabrotettix acutilobus Hancock, 1907
- Scabrotettix biolleyi Bolívar, 1909
- Scabrotettix bolivianus Hancock, 1907
- Scabrotettix magistralis Brunner von Wattenwyl, 1900
- Scabrotettix scabrosus Hancock, 1907